# Harold Elletson

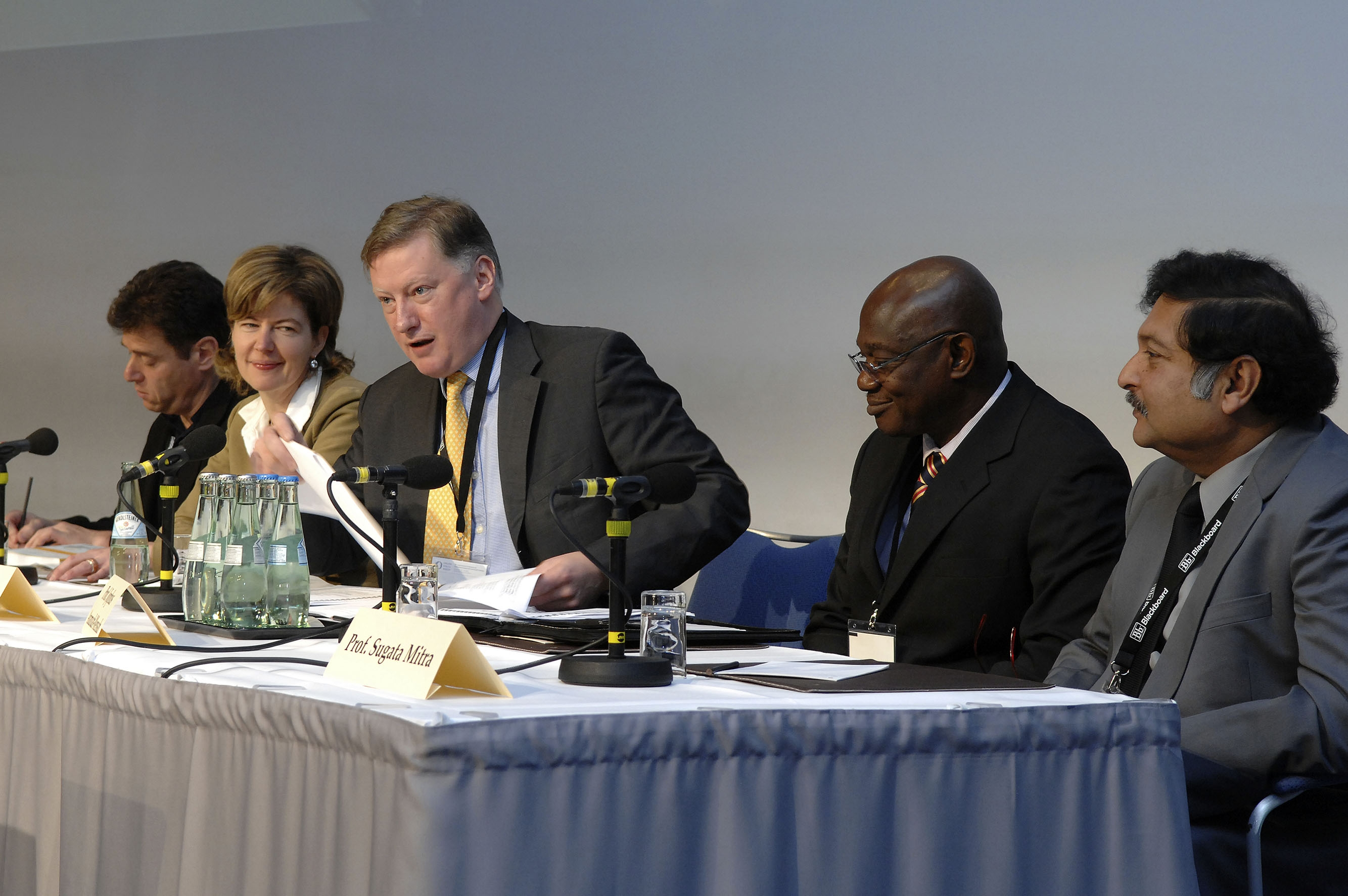
Harold Elletson (Mitte, 2007)

Harold Daniel Hope Elletson (geb. 8. Dezember 1960; gest. 23. Juni 2023 in Berlin) war ein britischer Politiker und Sicherheitsexperte, der als Berater für internationale Kommunikation und Öffentlichkeitsarbeit tätig war.

## Biographie
Harold Elletson besuchte das Eton College, studierte an der University of Exeter,  der Universität Woronesch in der Sowjetunion, am Polytechnic of Central London und an der University of Bradford (PhD). Dort promovierte er in Sozialwissenschaften zum Doctor of Philosophy mit der PhD-Arbeit Das sich wandelnde Gesicht des Militärs in der sowjetischen und russischen Politik, 1968–1997: eine Studie des Militärdienstes und der politischen Karriere von Generalleutnant Alexander Iwanowitsch Lebed (engl., 1998). Von 1992 bis 1997 war er Parlamentsabgeordneter (MP) der Tories für Blackpool North. Er trat 2002 den Liberaldemokraten bei. Seit 2006 war er Direktor der New Security Foundation, die die Auswirkungen des neuen Sicherheitsumfeldes auf die Zivilgesellschaft erforscht. Sie bietet nach eigenen Angaben ein internationales Forum für den Dialog zwischen öffentlichem und privatem Sektor und liefert analytische Einblicke und Informationen über neue Sicherheitsbedingungen. Die Stiftung veranstaltet regelmäßig Veranstaltungen und Konferenzen, darunter auch das jährlich stattfindende 'International Forum on E-Learning for Defence and Security' („Internationale Forum für E-Learning für Verteidigung und Sicherheit“).
Zuvor war Elletson Direktor des NATO Forum on Business and Security (NATO-Forum für Wirtschaft und Sicherheit), das mit Unterstützung des NATO Science Programme (NATO-Wissenschaftsprogramm) geschaffen wurde. Das Forum brachte Wissenschaftler, Geschäftsleute und politische Führer zusammen.
Dem Artikel „Pro-Serb Tory-MP was MI6 Agent“ und „Honourable member's life as a spy“ in The Observer vom 22. Dezember 1996 zufolge soll Elletson früher Agent des britischen Auslandsgeheimdienstes MI6 in Osteuropa und auf dem Balkan gewesen sein.
2015 war er einer der Gründer der Northern Party, einer Partei, die sich für eine bessere Vertretung Nordenglands einsetzt.
Elletson war Verfasser von Schriften über politische und historische Themen. Sein Buch The General Against the Kremlin (Der General gegen den Kreml) über den russischen General Alexander Lebed wurde von Little Brown veröffentlicht. Er sprach fließend Russisch.
Elletson starb im Juni 2023 in Berlin an einer Lungenembolie.

## Publikationen
- The changing face of the military in Soviet and Russian politics, 1968–1997: a study of the military service and political career of Lieutenant General Alexander Ivanovich Lebed. Bradford: University of Bradford, 1998 (PhD Diss.)
- The General Against the Kremlin: Alexander Lebed – Power and Illusion. Little, Brown & Company, 1998, ISBN 978-0-316-64477-8.
- Baltic independence and Russian foreign energy policy. London: GMB Pub. Ltd., 2006. Global Market Briefings
- (als Hrsg. zusammen mit Alyson Bailes u. a.): The new security environment and its implications for procurement. Henley-on-Thames: New Security Programme, Centre for Defence and International Studies. 2005 (“The new security forum, Baltic Basin, Central and Eastern Europe 29th June–1st July 2005, Jurmala, Latvia”)